# Oeuvreprijzen Fonds BKVB
De Oeuvreprijzen Fonds BKVB waren Nederlandse cultuurprijzen, uitgereikt door het Fonds BKVB van 1992 tot 2011.

## Geschiedenis en belang
In 1992 heeft het Fonds BKVB, een Nederlands cultuurfonds, gefinancierd door het ministerie van OCW, een tweejaarlijkse prijs in het leven geroepen op drie gebieden in de Nederlandse cultuur: beeldende kunst, bouwkunst en vormgeving (en bovendien fotografie in 1992, 1994 en 1996). De prijzen werden uitgereikt voor het volledige oeuvre van een maker. Met een prijzengeld van 40.000 euro golden de Oeuvreprijzen lang als de grootste prijzen binnen de Nederlandse culturele wereld.
In 2012 is het Fonds BKVB gefuseerd met het Mondriaan Fonds, dat geen oeuvreprijzen meer uitreikt. Volgens het ministerie van OCW behoort dit niet meer tot zijn taken.
Vanaf 2000 reikte het Fonds BKVB ook de Benno Premselaprijs uit, voor een persoon die een stimulerende rol speelde in beeldende kunst, vormgeving of architectuur. De Prijs voor de Kunstkritiek werd ingesteld vanaf 2004. Ook deze beide prijzen zijn opgeheven in 2012.

## Winnaars
| Jaar | Beeldende kunst                                                       | Fotografie                   | Bouwkunst                      | Vormgeving                   |
| ---- | --------------------------------------------------------------------- | ---------------------------- | ------------------------------ | ---------------------------- |
| 1992 | Charlotte van Pallandt, Dick Raaymakers                               | Ad Windig                    | Hein Salomonson                | Jan Bons                     |
| 1994 | Constant Nieuwenhuys                                                  | Éva Besnyő                   | Ernest Groosman, Nico de Jonge | Helmut Sanden, Otto Treumann |
| 1996 | André Volten                                                          | Aart Klein                   | John Habraken                  | Benno Wissing                |
| 1998 | Loes van der Horst, Herman Scholten, Herman de Vries                  | Na 1996 niet meer uitgereikt | Siegfried Nassuth              | Martin Visser                |
| 2000 | Nicolaas Wijnberg, Stanley Brouwn, Moniek Toebosch, Chris Steenbergen | -                            | Louis le Roy, Wim van Hooff    | Chris Steenbergen            |
| 2002 | Alfred Eikelenboom, Wim T. Schippers, Peter Struycken                 | -                            | Rem Koolhaas                   | Jan Jansen, Keso Dekker      |
| 2004 | Ger van Elk                                                           | -                            | Herman Hertzberger             | Wim Crouwel                  |
| 2007 | René Daniëls, Ad van Denderen                                         | -                            | Wim Quist                      | Bruno Ninaber van Eyben      |
| 2009 | Willem Oorebeek                                                       | -                            | Herman Zeinstra                | Willem Velthoven             |
| 2011 | Daan van Golden                                                       | -                            | Adriaan Geuze                  | Paul Mijksenaar              |